# Geometría integral
En matemáticas, geometría integral se refiere al subcampo de la teoría de la medida que estudia los invariantes del grupo de simetría de un espacio geométrico. En tiempos recientes, el significado se ha ampliado para incluir a las transformaciones invariantes (o equivariantes) de un espacio de funciones sobre un espacio geométrica al espacio de funciones de otro espacio geométrico. Estas transformaciones frecuentemente toman la forma de transformadas integrales, como por ejemplo la transformada de Radon y sus generalizaciones.

## Contexto clásico
La geometría integral como tal apareció inicialmente como un intento de refinar algunas afirmaciones sobre teoría de la probabilidad geométrica. El trabajo inicial de Luis Santaló y Wilhelm Blaschke trabajó en esa línea. Además se sigue del teorema de Crofton que relaciona la longitud de una curva plana  como el valor esperado del número de intersecciones con una línea aleatoria.
Existe una muestra de espacios de líneas, una en la que el grupo afín del plano actúa. En esas condiciones se busca una medida de probabilidad en este espacio, que sea invariante bajo el grupo de simetría. Si como en este caso, puede encontrarse una única medida invariante del tipo deseado, entonces esta medida resuelven el problema de formular adecuadamente lo que se entiende por "línea aleatoria", y el valor esperado se puede calcular como integral con respecto a dicha medida. Nótese que por ejemplo la expresión "una cuerda aleatoria de un círculo" puede ser usada para construir algunas paradojas).
Podemos, por tanto, decir que la geometría integral en este sentido es la aplicación de la teoría de la probabilidad (tal como fue axiomatizada por Kolmogorov) en el contexto del programa de Erlangen de Felix Klein. El contenido de la teoría efectivamente tiene que ver con las medidas invariantes y suaves sobre espacios homogéneos de grupos de Lie (preferentemente compactos), y la evaluación de integrales de las formas diferenciales a que dan lugar.
Un caso muy notorio es el problema de la aguja de Buffon: déjese caer una aguja en un suelo hecho a base de baldosas y calcúlese la probabilidad de la aguja atraviese una juntura recta entre las baldosas. Generalizando, esta teoría puede aplicarse a varios procesos estocásticos relacionados con problemas geométricos y con cuestiones de incidencia (ver geometría estocástica). Uno de los teoremas más interesantes en esta clase de geometría integral es el teorema de Hadwiger.
En el uso más reciente de geometría integral el término se usa en la manera que lo usan Sigurdur Helgason y Izrail Gélfand. En esta acepción la geometría integral trata más concretamente sobre transformadas integrales, modeladas a partir de la transformada de Radon. Aquí la relación de incidencia geométrica subyacente (los puntos yacen sobre líneas, en el caso del teorema de Crofton) se observa bajo un aspecto más libre. 